# Álvaro Ruiz (actor)
Álvaro Ruiz Zúñiga (Tunja, 23 de abril de 1932 - Bogotá, 30 de abril de 2001) fue un actor, presentador y director de televisión colombiano. Era reconocido por ser una de las principales figuras de la televisión colombiana y presidente del Canal RCN (Programadora). Elegido como actor del siglo XX en Colombia por la revista TVyNovelas.

## Biografía
Emigró a Bogotá para debutar en el programa Aires Boyacenses en el año 1954, a lo que siguieron presentaciones en carpas con compañías colombianas y españolas hasta que empezó a trabajar como presentador de televisión en el programa Grill TV. Posteriormente, trabajó como actor en las telenovelas Destino: la ciudad (1967), Casi un extraño y Dos rostros, una vida (ambas en 1968). Pero no fue hasta el año 1969, con su participación en la telenovela Candó, que su nombre comenzó a figurar como una de las promesas de la actuación colombiana. 
Fue presidente de la programadora RCN Televisión
Crónica de un amor (1970), Una vida para amarte (1971), La vorágine (1975), La mala hora (1975) y Manuelita Sáenz (1978), junto a la comedia "Don Fulgencio" fueron solo algunas de las producciones con las que se consagró como actor de televisión en los años setenta. 
Luego se desempeñó como  colaborador de libretos del comicomusical El show de Jimmy transmitido por Producciones PUNCH
Aparece en un comercial de Jorge Barón Televisión para la promoción de La gran fiesta de los hogares colombianos el musical que se realizaba las festividades de navidad y fin de año cuando era realizado en El show de las estrellas  casi finalizado el año 1980.
Su popularidad hizo que lo conocieran con la frase: "Álvaro Ruiz, el hombre feliz" y fue imagen por años de la cadena de almacenes de electrodomésticos J. Glottman. Destacó también su trabajo como locutor comercial, poniendo la voz de Roberto Gómez Bolaños en un comercial donde interpretaba al Chapulín Colorado y la voz del Hermano Gorgojo en una serie de comerciales de la marca de maderas Pizano.
Durante los 80, combinó su trabajo actoral con ser director de televisión. Se destacan trabajos como        "Soledad" (1980), "Las cuatro edades del amor" (1981), "Casos y Cosas de Casa" (1980-81), "La bruja de las minas" (1982), "Gracias por el fuego" (1983), el polémico filme Erotikón (1984), "A la salida nos vemos" (1985), "Huracán" (1986) y seriados como "Dialogando" y "Revivamos nuestra historia". A esto sumó su trabajo como presentador de los concursos "Animalandia" y "El Tiempo es Oro".
En los años 90, tuvo algunos de los más destacados roles de su carrera, ya considerado como Primer Actor de la televisión Colombiana, título que compartió con su gran amigo Carlos Muñoz en Escalona (1991), la exitosa serie protagonizada por Carlos Vives, fue el General Dangond. Luego, estuvo en el dramatizado "Cambalache" (1992).
Participó en las telenovelas "La potra Zaina" (1993), "Señora Isabel" (1994) como el esposo infiel de Judy Henríquez, "Géminis" (1996), "Dios se lo pague" (1998-1999), "Carolina Barrantes" (1998-1999), "Tan cerca y tan lejos" (1998-1999) y su último trabajo, en el año 1999, fue La Guerra de las Rosas.

## Filmografía
- Aires Boyacenses (1954)
- Destino: la ciudad (1967)
- Casi un extraño (1968)
- Dos rostros, una vida (1968)
- Candó (1969)
- Crónica de un amor (1970)
- Una vida para amarte (1971)
- La vorágine (1975)
- La mala hora (1975)
- Manuelita Sáenz (1978)
- Don Fulgencio (años 70)
- Soledad (1980)
- Casos y Cosas de Casa (1980-1981)
- Las cuatro edades del amor (1981)
- La bruja de las minas (1982)
- Gracias por el fuego (1983)
- Erotikón (1984)
- A la salida nos vemos (1985)
- Huracán (1986)
- Dialogando (años 80)
- Revivamos nuestra historia (años 80)
- Animalandia (años 80)
- El Tiempo es Oro (años 80)
- Escalona (1991)
- Cambalache (1992)
- La potra Zaina (1993)
- Señora Isabel (1994)
- Géminis (1996)
- Dios se lo pague (1998-1999)
- Carolina Barrantes (1998-1999)
- Tan cerca y tan lejos (1998-1999)
- Divorciada (1999)
- La Guerra de las Rosas (1999-2001)

## Vida personal
Su primera esposa fue Juliana Chamorro, de cuya unión nacieron Fernando, Mario (también actor y locutor) y Álvaro Jr. (actor y presentador actualmente radicado en Estados Unidos). 
A principios de los 80, tuvo una relación con la actriz Natalia Giraldo (de quién se separó en los años 90) y de la que nació su hija Natalia María (también actriz, cantante y periodista). 
Sus últimos años de vida los compartió junto a Elva Piedad D’Otero, relación de la que nació su última hija Maria Piedad en el año 2001. El 28 de abril de 2001, sufrió un derrame cerebral del que no pudo recuperarse, falleciendo el 30 de abril de 2001, una semana después de haber cumplido sus  69 años